# Stiftung KinderHerz
Die Stiftung KinderHerz ist eine gemeinnützige Stiftung mit Sitz in Essen. Sie fördert medizinische Forschung und Versorgung im Bereich angeborener Herzfehler bei Kindern. Ziel ist es, die Diagnose, Behandlung und Nachsorge betroffener Kinder nachhaltig zu verbessern.

## Geschichte
Die Stiftung wurde 2006 gegründet; Anlass war der Mangel an gezielter Förderung für die komplexe Versorgung herzkranker Kinder in Deutschland. Seit ihrer Gründung unterstützt die Stiftung bundesweit medizinische Einrichtungen und Forschungsprojekte.

## Ziele und Aufgaben
Die Stiftung KinderHerz konzentriert sich auf folgende Schwerpunkte:
- Förderung medizinischer Forschung im Bereich der Kinderkardiologie
- Finanzierung moderner Medizintechnik zur besseren Versorgung von Kindern mit Herzfehlern
- Aufbau eines Kompetenznetzwerks für den Wissenstransfer zwischen Fachzentren
- Öffentlichkeitsarbeit zur Sensibilisierung für das Thema angeborene Herzfehler

## Projekte
Die Stiftung fördert zahlreiche Projekte, unter anderem:
- Der KinderHerz-Innovationspreis NRW: Eine Auszeichnung für herausragende Forschungsleistungen im Bereich Kinderherzmedizin. 2018 wurde der Preis zum zweiten Mal vergeben und war mit insgesamt 150.000 Euro dotiert. Ausgezeichnet wurden das Herz- und Diabeteszentrum Bad Oeynhausen, die Universitätsklinik Bonn und die Universitätsklinik RWTH Aachen. Schirmherrin war die Ministerin für Kultur und Wissenschaft des Landes Nordrhein-Westfalen Isabel Pfeiffer-Poensgen.[2]
- Förderung innovativer Forschungsprojekte an Universitätskliniken und Herzzentren in Deutschland. Beispielsweise unterstützt die Stiftung das Projekt „Herzschwäche bei an Krebs erkrankten Kindern früh erkennen“ an der Klinik für Kinderheilkunde III des Universitätsklinikums Essen.[3]
- Unterstützung spezialisierter Herz-Zentren durch die Ausstattung mit Geräten wie Herz-Lungen-Maschinen speziell für Neugeborene.

## Finanzierung
Die Stiftung finanziert ihre Arbeit durch Spenden von Privatpersonen, Unternehmen und durch die Zusammenarbeit mit Partnern aus der Wirtschaft. Regelmäßige Benefizveranstaltungen und Spendenkampagnen tragen ebenfalls zur Mittelbeschaffung bei.

## Struktur
Die Stiftung KinderHerz ist eine rechtsfähige Stiftung des bürgerlichen Rechts. Ein Kuratorium und ein wissenschaftlicher Beirat unterstützen die Stiftung bei der Auswahl und Bewertung der Projekte.

## Zusammenarbeit
Zu den Kooperationspartnern gehören unter anderem:
- Universitätskliniken in Deutschland (z. B. Berlin, Hamburg, München)
- Forschungsinstitute im Bereich Pädiatrie und Kardiologie
- Unternehmen aus der Medizintechnik und Pharmazie